# Mnium orientale
Mnium orientale är en bladmossart som beskrevs av Wyatt, Odrzykoski och T. Koponen 1997. Mnium orientale ingår i släktet stjärnmossor, och familjen Mniaceae. Inga underarter finns listade i Catalogue of Life.